# Santa Baby (Gimme, Gimme, Gimme)
『Santa Baby (Gimme, Gimme, Gimme)』は、ウィラ・フォードのクリスマス・ソングである。2001年にシングルリリースされた。
クリスマスに「ダイヤの指輪、ベンツ、グッチ、ティファニーを、ちょうだいちょうだい」と繰り返し唄い、MTVのTRLクリスマスアルバムのリードシングルとして使われた。